# NGC 1275
NGC 1275 (ook bekend als Perseus A) is een lensvormig sterrenstelsel in het sterrenbeeld Perseus. Het hemelobject ligt 235 miljoen lichtjaar (65,28 × 106 parsec) van de Aarde verwijderd en werd op 14 februari 1863 ontdekt door de Duits-Deense astronoom Heinrich Louis d'Arrest.
NGC 1275 bestaat in feite uit 2 sterrenstelsels, die ongeveer 200.000 lichtjaar uit elkaar liggen. Het centrale gedeelte van het grootste systeem (het zogenaamde dominante systeem) stoot grote hoeveelheden gas uit in filamentaire formaties. De hoeveelheid gas wordt geschat op 10 miljoen keer de massa van de zon. De filamenten zijn ongeveer 200 lichtjaar breedt en 20.000 lichtjaar lang.

## Synoniemen
- GC 675
- IRAS 03164+4119
- 2MASX J03194823+4130420
- H 2.603
- MCG +07-07-063
- PGC 12429
- UGC 2669
- ZWG 540.103
- Perseus A